# Cratyle
Pour les articles homonymes, voir Cratyle (homonymie).
Cratyle, en grec ancien Κρατύλος / Kratýlos (Ve siècle av. J.-C.), est un philosophe grec, disciple d’Héraclite. Ses dates de naissance et de mort sont inconnues. 

## Biographie
Platon lui a consacré l’un de ses dialogues, dans lequel il le dit « fils de Smicrion » ; il l’y présente comme étant plus jeune que Socrate. Selon Aristote, Platon fut son élève avant de devenir celui de Socrate ; selon Diogène Laërce, Platon devint son élève après avoir été celui de Socrate. 

## Doctrine
Selon Platon, Cratyle soutenait, comme Protagoras, qu'il est impossible de tenir un discours faux, car tenir un tel discours c'est dire ce qui n'est pas. Le discours exprime donc selon lui toujours l'être ; le nom est imitation de la chose.
Il pensait, toujours d'après Platon, qu'il existe une rectitude de dénomination naturelle des êtres, et que le nom n'est pas un son conventionnellement attribué. Comme Héraclite, il pensait que tous les sensibles s'écoulent sans cesse, et qu'on ne peut en faire la science. On ne peut donc selon lui rien dire de vrai sur ce qui change. Cette théorie est qualifiée de radicale par Aristote, qui indique que Cratyle reprochait à Héraclite d'avoir dit que l'on ne peut entrer deux fois dans le même fleuve, alors qu'il estimait que l'on ne peut même pas y entrer une seule fois. Cette théorie aurait conduit Cratyle à penser qu'il ne faut plus rien dire, et Aristote rapporte qu'il se contentait de remuer le doigt.